# Чивич, Элдар
Элдар Чивич (босн. Eldar Ćivić; родился 28 мая 1996 года, Тузла, Босния и Герцеговина) — боснийский футболист, защитник клуба «Балтика» и сборной Боснии и Герцеговины.

## Клубная карьера
Чивич — воспитанник клубов «Слобода» и чешского «Словацко». 14 марта 2015 года в матче против «Пршибрам» он дебютировал в чемпионате Чехии в составе последнего. 2 апреля 2016 года в поединке против пражской «Спарты» Элдар забил свой первый гол за «Словацко». Летом 2017 года Чивич перешёл в пражскую «Спарту», подписав контракт на 4 года. 27 июля в матче квалификации Лиги Европы против сербской «Црвена Звезды» он дебютировал за основной состав.
В начале 2018 года Чивич был арендован словацкого «Спартака» из Трнавы. 3 марта в матче против ДАК 1904 он дебютировал в чемпионате Словакии. В этом же сезоне Элдар стал чемпионом Словакии. По окончании аренды он вернулся в «Спарту».
Летом 2019 года Чивич перешёл в венгерский «Ференцварош». 25 августа в матче против «Академия Пушкаша» он дебютировал в чемпионате Венгрии. По итогам сезона Элдар стал чемпионом Венгрии.
20 октября 2020 года Чивич дебютировал в Лиге чемпионов УЕФА на выезде в матче против «Барселоны».
В марте 2022 года он продлил свой контракт до июня 2025 года.
После окончания контракта в июне 2025 года перешёл в калининградскую «Балтику», выступающую в Российской премьер-лиге. 18 июля 2025 года дебютировал в РПЛ в гостевом матче против московского «Динамо».

## Международная карьера
1 июня 2018 года в товарищеском матче против сборной Южной Кореи Чивич дебютировал за сборную Боснии и Герцеговины. 18 ноября 2019 года в оброчном поединке чемпионата Европы 2020 против сборной Лихтенштейна Элдар забил свой первый гол за национальную команду.

### Голы за сборную Боснии и Герцеговины
| № | Дата           | Место                        | Противник   | Счёт | Результат | Соревнование                       |
| - | -------------- | ---------------------------- | ----------- | ---- | --------- | ---------------------------------- |
| 1 | 18 ноября 2019 | Райнпарк, Вадуц, Лихтенштейн | Лихтенштейн | 0:1  | 0:3       | Чемпионат Европы 2020 квалификация |

## Достижения
Клубные
 «Спартак» (Трнава)
- Чемпион Словакии — 2017/2018

 «Ференцварош»
- Чемпион Венгрии — 2019/2020